# Peter Dietschy

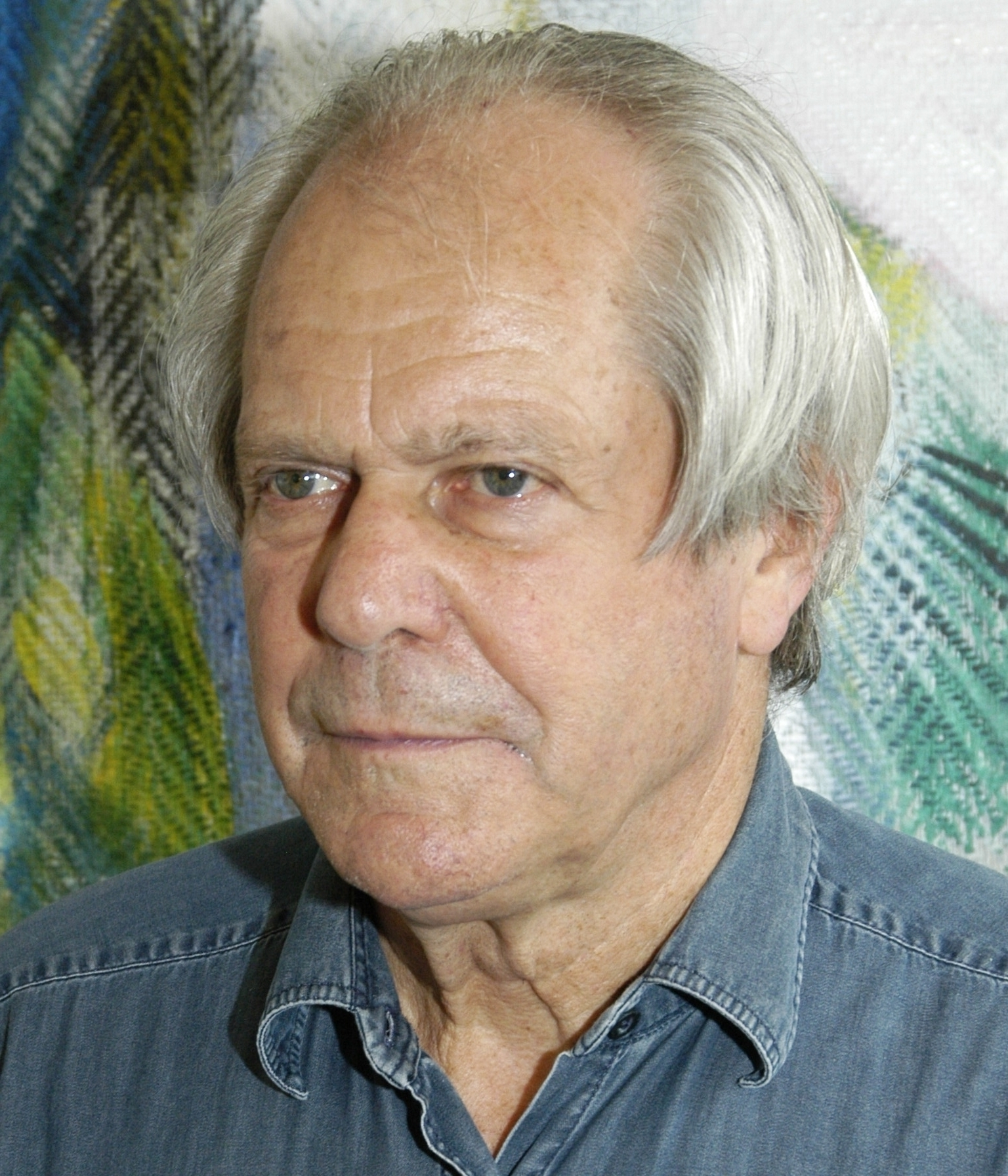
Peter Dietschy (2008)

Peter Dietschy (* 13. August 1935 in Kriens; † 26. Mai 2013 in St. Erhard) war ein Schweizer Künstler.

## Leben
Peter Dietschy wurde 1935 im schweizerischen Kriens geboren. Von 1951 bis 1954 machte Dietschy eine Schriftsetzerlehre. 1954 besuchte er die Kunstgewerbeschule Luzern. Danach bildete er sich von 1955 bis 1957 bei der Kunstakademie Grande Chaumière in Paris weiter. Dort belegte Dietschy die Fächer Akt und Stillleben. Ab 1962 folgten diverse Kunstreisen nach Griechenland, Italien und Spanien. Auf diesen Reisen gab er kunstgeschichtliche Führungen u. a. in Rom, Sizilien, Sardinien, Kreta, aber auch auf Korsika. Dabei bildete er sich in der abendländischen Kunst- und Architekturgeschichte von der Antike bis hin zur Neuzeit fort.

## Werk
Trotz seinen abstrakten Bildkompositionen nahm Dietschy immer wieder Bezug auf die Wirklichkeit. Sein Stil wird als eine Art Surrealismus bezeichnet. Gemäss dem Künstler Serge Brignoni war Dietschy jemand, der sich beständig sucht und in seinen Bildern viel Mut und Abenteuerlust beweist. Zudem erfand er sich mit ungebrochenem Wagemut immer wieder aufs Neue.

## Öffentliche Arbeiten (Auswahl)
- Glasfenster Kapelle St. Erhard[5]
- Eisenplastik Parkhotel Waldheim Wilen[6]
- Wandbild Pfarreizentrum Knutwil[7]